# Фіалка пагорбкова
Фіалка пагорбкова (Viola collina) — вид трав'янистих рослих родини фіалкові (Violaceae). Зростає у Європі й Азії. Етимологія: лат. collinus — «пагорбковий».

## Опис
Рослина трав'яниста багаторічна 4–9 см заввишки у безквітковому стані, а при плодоношенні — до 20 см заввишки. Кореневище жовто-коричневе, міцне, товсте, щільно вузлове, верхівка часто розгалужена, коріння численне, коричневе. Прилистки подовжено-ланцетні, довго-бахромчасті. Листки базальні, обернено-серцеподібні, часто запушені. Квіти блідо-фіолетові, пахучі. Чашолистки довгасто-ланцетні або ланцетні, 5–6 мм, візерункові та залозисті. Пелюстки білуваті на основі. Плоди — кулясті коробочки.

## Поширення
Європа: Білорусь, Естонія, Латвія, Литва, Молдова, Російська Федерація, Україна, Австрія, Ліхтенштейн, Бельгія, Чехія, Німеччина, Угорщина, Люксембург, Польща, Швейцарія, Фарерські острови, Фінляндія, Норвегія, Швеція, колишня Югославія, Італія, Румунія, Франція, Іспанія; Азія: Китай, Японія, Корея, Північна Корея, Казахстан, Киргизстан, Таджикистан, Туркменістан, Узбекистан, Монголія. Населяє ліси, узлісся, гущавини, пасовища, трав'яні схили, гірські долини, затінені та вологі місця; нижче 2800 м.
В Україні росте на схилах, узліссях, чагарниках — у Лісостепу, зрідка. Рослина входить у перелік регіонально-рідкісних видів, що потребують охорони в межах Черкаської області.

## Галерея

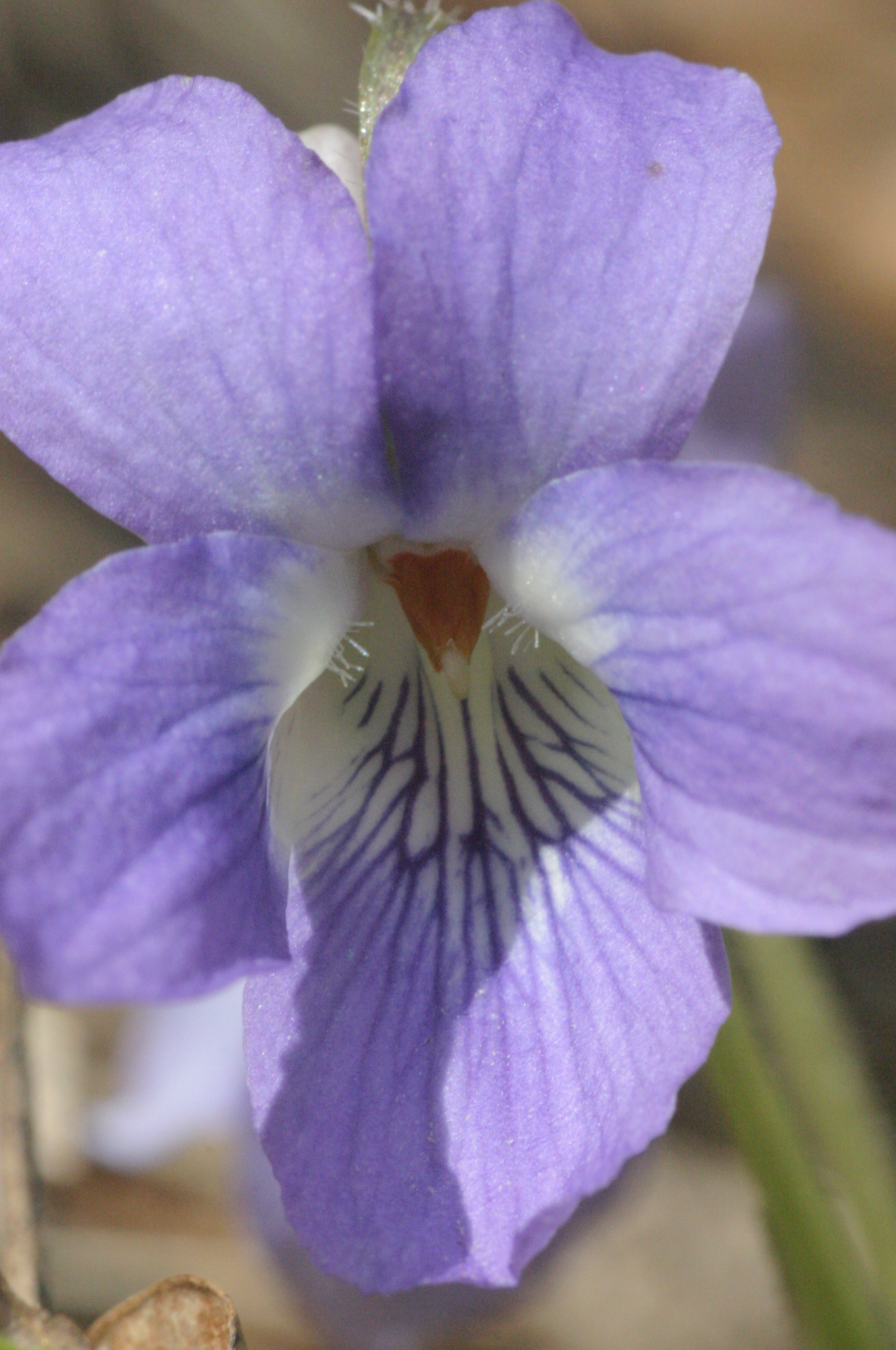
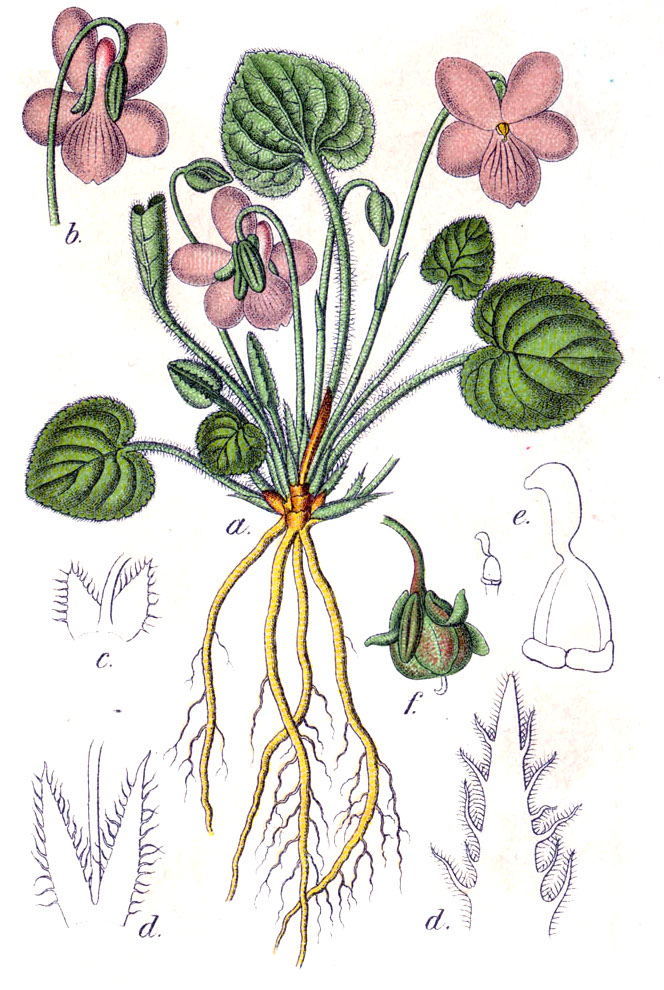